# Greenwoodoconcha nux
Greenwoodoconcha nux är en snäckart som först beskrevs av William Henry Sykes 1900.  Greenwoodoconcha nux ingår i släktet Greenwoodoconcha och familjen Helicarionidae. Inga underarter finns listade i Catalogue of Life.